# U.N. Squadron
U.N. Squadron  es un Videojuego de disparos creado en 1989 de tipo matamarcianos creado para el arcade CP System de la compañía Capcom. El juego fue desarrollado en  Japón como Area 88 (エリア88 Eria Hachi-Jū-Hachi?) basado en el manga denominado Area 88.

## Argumento
El argumento del juego varía entre las versiones de Arcade y SNES, aunque el concepto sigue siendo similar.
Versión Arcade
Kutal, un país ficticio en Oriente Medio, ha estado en un terrible estado de guerra civil desde hace muchos años. Una organización de traficantes de armas unieron sus fuerzas para crear el "Proyecto 4". Ante el primer signo de paz en el país, el Proyecto 4 iniciaba otro conflicto. Usando sus recursos obtenidos de forma ilícita, han desarrollado nuevas armas revolucionarias con el fin de conquistar el Mundo. En un esfuerzo por frenar el actuar del Proyecto 4, un equipo internacional de combate ha sido creado.
Versión SNES
Hace un año, un ejército despiadado de mercenarios acabó con el Reino de Aslan y destruyó todo a su paso. Guiados por los traficantes de armas conocidos como "Proyecto 4", los mercenarios ahora controlan todas las áreas del país, excepto una.
En un pequeño sector desértico posa la última esperanza de Aslan. Ahí, en un pequeño rincón del Área 88, están los pilotos más experimentados del mundo: el U.N. Squadron. Durante meses han estado esperando el momento exacto para iniciar su asalto hacia las tropas del Proyecto 4. Ese momento ha llegado.

## Estilo de juego
El estilo de juego es el típico Videojuego de disparos side scrolling, que varía un poco la tendencia de los shooters de Capcom, como 1942, y 1943: The Battle of Midway, que poseían un sistema de visión vertical. Sin embargo, como otros shooters de Capcom, el jugador tiene una barra de vida/energía que se va consumiendo a medida que el jugador recibe daño, cuando la barra se vacía, se pierde una vida.
El jugador puede escoger entre tres pilotos mercenarios: Shin Kazama, Mickey Simon, y Greg Gates. Cada piloto tiene un avión específico y una serie de capacidades individuales.

### Pilotos
- Shin Kazama: Shin pilota un F-20 Tigershark; las armas de su avión solo disparan hacia adelante pero a una velocidad rápida. Shin y su avión son la elección más compensada.

- Mickey Simon: Mickey pilota un F-14 Tomcat; las armas de su avión también disparan solo hacia adelante pero son más lentas y grandes por lo que infligen más daño.
- Greg Gates: Greg pilota un A-10 Thunderbolt; las armas de este avión son algo menores y más  lentas pero puede disparar una ráfaga secundaria a 45° por debajo del avión por lo que el rango de alcance es mucho mayor.

### Tienda de armas
En la versión de SNES y arcade ,antes de comenzar un nivel, el jugador tiene la oportunidad de comprar armas especiales o añadir defensa en la tienda. El jugador ahorra dinero para comprar armas a medida que va destruyendo enemigos en los anteriores niveles. Al terminar el nivel, todas las armas no usadas se convierten de nuevo en dinero. Si tu avión fue destruido no recibirás el reembolso.

### Armas

#### Versión Arcade

##### Armas
Dependiendo del nivel del piloto que hayamos escogido, el jugador puede encontrarse 2 de estas 8 posibles armas que se pueden adquirir en la tienda:
- Bulpup: Lanza misiles en varios ángulos.
- Bulpup II: Un Bulpup más poderoso.

- Phoenix: Lanza un par de misiles que persiguen a los enemigos.
- Falcon: Lanza misiles que avanzarán a ras de suelo hasta encontrarse con un obstáculo o enemigo.

- Super Shell: Lanza una ráfaga que infringe más daño que las armas normales.
- Super Shell II: Un Super Shell más largo y poderoso.

- Bomb II: Te permite tirar bombas que caerán verticalmente.
- Big Boy: Te permite tirar bombas mucho más poderosas.

- Napalm: Más poderoso que las bombas, crea una onda expansiva que daña a los enemigos en un radio pequeño.
- Napalm II: Más poderoso que el anterior. conserva la propiedad incendiaria expansiva.

##### Defensa
Después de seleccionar armas adicionales,se ofrece a los jugadores la posibilidad de adquirir ciertas capacidades de defensa:
(por traducir)
- Energy Tank: Añade vida a la barra de estado.
- Shield: Absorbe el daño de los disparos enemigos y las colisiones.
- Super Shield: lo mismo que "shield" pero absorbe más disparos.

#### Versión SNES
Dependiendo del avión y del piloto que hayamos escogido, los jugadores pueden escoger entre una combinación de estos.
- Cluster Shot: Dispara un círculo que rodea el avión eliminando a todos los enemigos y balas de alrededor.
- Bomb: Bombas convencionales que se disparan verticalmente.
- Phoenix: Misiles que se autodirigen al enemigo.
- Napalm: Bomba con carga explosiva expansiva a base de fuego.
- Falcon: Dispara una bomba que al llegar a ras de suelo se propulsa horizontalmente hasta colisionar con un enemigo o un obstáculo.
- Gunpod: Dispara una ametralladora en un ángulo de 45° hacia arriba.
- Super Shell: Realiza un disparo de plasma hacia adelante.
- Sailing Missile: Dispara misiles verticalmente hacia arriba.
- Thunder Laser: Poderosa arma eléctrica que afecta en tres direcciones.
- Bulpup: Realiza disparos simultáneos que se expanden hacia al exterior una vez realizados.
- MegaCrush: El arma más poderosa del juego, lanza un satélite que produce una lluvia de láseres que destruye todos los enemigos y balas que halla en el mapa .